# Bồ Thành
Bồ Thành (chữ Hán phồn thể: 蒲城縣, chữ Hán giản thể: 蒲城县) là một huyện thuộc địa cấp thị Vị Nam, tỉnh Thiểm Tây, Cộng hòa Nhân dân Trung Hoa. Huyện này có diện tích 1654 ki-lô-mét vuông, dân số năm 2002 là 740.000 người. Về mặt hành chính, huyện được chia thành 9 trấn, hương.
- Trấn: Thành Quan, Hưng, Kinh Diêu, Tôn, Đông Trần, Vĩnh Phong, Hãn Tỉnh, Cao Dương, Đảng Mục, Long Dương.
- Hương: Tam Hợp, Tường Thôn, Đông Dương, Pha Đầu, Tô Phường, Điềm Thủy Tỉnh, Nguyên Trách, Bảo Nam, Xuân Lâm, Mã Hồ, Thái Kì, Tây Đầu, Bình Lộ Miếu, Thượng Vương, Đông Đảng, Đại Khổng, Trần Trang, Hiếu Thông, Long Trì, Kiềm Nhĩ.

## Dân số
| Dữ liệu khí hậu của Bồ Thành, elevation 499 m (1.637 ft), (1991–2017 normals, extremes 1981–2010) | Dữ liệu khí hậu của Bồ Thành, elevation 499 m (1.637 ft), (1991–2017 normals, extremes 1981–2010) | Dữ liệu khí hậu của Bồ Thành, elevation 499 m (1.637 ft), (1991–2017 normals, extremes 1981–2010) | Dữ liệu khí hậu của Bồ Thành, elevation 499 m (1.637 ft), (1991–2017 normals, extremes 1981–2010) | Dữ liệu khí hậu của Bồ Thành, elevation 499 m (1.637 ft), (1991–2017 normals, extremes 1981–2010) | Dữ liệu khí hậu của Bồ Thành, elevation 499 m (1.637 ft), (1991–2017 normals, extremes 1981–2010) | Dữ liệu khí hậu của Bồ Thành, elevation 499 m (1.637 ft), (1991–2017 normals, extremes 1981–2010) | Dữ liệu khí hậu của Bồ Thành, elevation 499 m (1.637 ft), (1991–2017 normals, extremes 1981–2010) | Dữ liệu khí hậu của Bồ Thành, elevation 499 m (1.637 ft), (1991–2017 normals, extremes 1981–2010) | Dữ liệu khí hậu của Bồ Thành, elevation 499 m (1.637 ft), (1991–2017 normals, extremes 1981–2010) | Dữ liệu khí hậu của Bồ Thành, elevation 499 m (1.637 ft), (1991–2017 normals, extremes 1981–2010) | Dữ liệu khí hậu của Bồ Thành, elevation 499 m (1.637 ft), (1991–2017 normals, extremes 1981–2010) | Dữ liệu khí hậu của Bồ Thành, elevation 499 m (1.637 ft), (1991–2017 normals, extremes 1981–2010) | Dữ liệu khí hậu của Bồ Thành, elevation 499 m (1.637 ft), (1991–2017 normals, extremes 1981–2010) |
| Tháng                                                                                             | 1                                                                                                 | 2                                                                                                 | 3                                                                                                 | 4                                                                                                 | 5                                                                                                 | 6                                                                                                 | 7                                                                                                 | 8                                                                                                 | 9                                                                                                 | 10                                                                                                | 11                                                                                                | 12                                                                                                | Năm                                                                                               |
| ------------------------------------------------------------------------------------------------- | ------------------------------------------------------------------------------------------------- | ------------------------------------------------------------------------------------------------- | ------------------------------------------------------------------------------------------------- | ------------------------------------------------------------------------------------------------- | ------------------------------------------------------------------------------------------------- | ------------------------------------------------------------------------------------------------- | ------------------------------------------------------------------------------------------------- | ------------------------------------------------------------------------------------------------- | ------------------------------------------------------------------------------------------------- | ------------------------------------------------------------------------------------------------- | ------------------------------------------------------------------------------------------------- | ------------------------------------------------------------------------------------------------- | ------------------------------------------------------------------------------------------------- |
| Cao kỉ lục °C (°F)                                                                                | 15.9 (60.6)                                                                                       | 23.3 (73.9)                                                                                       | 29.1 (84.4)                                                                                       | 36.9 (98.4)                                                                                       | 38.4 (101.1)                                                                                      | 41.4 (106.5)                                                                                      | 40.5 (104.9)                                                                                      | 39.6 (103.3)                                                                                      | 38.4 (101.1)                                                                                      | 31.8 (89.2)                                                                                       | 24.3 (75.7)                                                                                       | 17.3 (63.1)                                                                                       | 41.4 (106.5)                                                                                      |
| Trung bình ngày tối đa °C (°F)                                                                    | 5.0 (41.0)                                                                                        | 9.4 (48.9)                                                                                        | 15.3 (59.5)                                                                                       | 22.2 (72.0)                                                                                       | 27.1 (80.8)                                                                                       | 31.7 (89.1)                                                                                       | 32.5 (90.5)                                                                                       | 30.5 (86.9)                                                                                       | 25.6 (78.1)                                                                                       | 19.7 (67.5)                                                                                       | 12.6 (54.7)                                                                                       | 6.5 (43.7)                                                                                        | 19.8 (67.7)                                                                                       |
| Trung bình ngày °C (°F)                                                                           | −0.2 (31.6)                                                                                       | 3.9 (39.0)                                                                                        | 9.4 (48.9)                                                                                        | 16.0 (60.8)                                                                                       | 20.9 (69.6)                                                                                       | 25.7 (78.3)                                                                                       | 27.3 (81.1)                                                                                       | 25.5 (77.9)                                                                                       | 20.6 (69.1)                                                                                       | 14.4 (57.9)                                                                                       | 7.2 (45.0)                                                                                        | 1.3 (34.3)                                                                                        | 14.3 (57.8)                                                                                       |
| Tối thiểu trung bình ngày °C (°F)                                                                 | −4.0 (24.8)                                                                                       | −0.3 (31.5)                                                                                       | 4.8 (40.6)                                                                                        | 10.6 (51.1)                                                                                       | 15.5 (59.9)                                                                                       | 20.4 (68.7)                                                                                       | 22.9 (73.2)                                                                                       | 21.5 (70.7)                                                                                       | 16.8 (62.2)                                                                                       | 10.4 (50.7)                                                                                       | 3.3 (37.9)                                                                                        | −2.5 (27.5)                                                                                       | 10.0 (49.9)                                                                                       |
| Thấp kỉ lục °C (°F)                                                                               | −13.8 (7.2)                                                                                       | −13.3 (8.1)                                                                                       | −8.1 (17.4)                                                                                       | −0.8 (30.6)                                                                                       | 0.7 (33.3)                                                                                        | 11.5 (52.7)                                                                                       | 15.8 (60.4)                                                                                       | 13.8 (56.8)                                                                                       | 6.5 (43.7)                                                                                        | −3.7 (25.3)                                                                                       | −10.3 (13.5)                                                                                      | −16.7 (1.9)                                                                                       | −16.7 (1.9)                                                                                       |
| Lượng Giáng thủy trung bình mm (inches)                                                           | 5.7 (0.22)                                                                                        | 9.3 (0.37)                                                                                        | 16.1 (0.63)                                                                                       | 30.2 (1.19)                                                                                       | 52.5 (2.07)                                                                                       | 52.9 (2.08)                                                                                       | 92.5 (3.64)                                                                                       | 83.1 (3.27)                                                                                       | 79.8 (3.14)                                                                                       | 49.8 (1.96)                                                                                       | 19.7 (0.78)                                                                                       | 4.2 (0.17)                                                                                        | 495.8 (19.52)                                                                                     |
| Số ngày giáng thủy trung bình (≥ 0.1 mm)                                                          | 3.3                                                                                               | 3.6                                                                                               | 4.7                                                                                               | 6.3                                                                                               | 8.1                                                                                               | 7.5                                                                                               | 9.0                                                                                               | 8.9                                                                                               | 10.4                                                                                              | 8.5                                                                                               | 4.8                                                                                               | 2.6                                                                                               | 77.7                                                                                              |
| Số ngày tuyết rơi trung bình                                                                      | 3.9                                                                                               | 2.7                                                                                               | 1.3                                                                                               | 0.1                                                                                               | 0                                                                                                 | 0                                                                                                 | 0                                                                                                 | 0                                                                                                 | 0                                                                                                 | 0                                                                                                 | 1.5                                                                                               | 2.7                                                                                               | 12.2                                                                                              |
| Độ ẩm tương đối trung bình (%)                                                                    | 52                                                                                                | 53                                                                                                | 53                                                                                                | 55                                                                                                | 56                                                                                                | 55                                                                                                | 66                                                                                                | 71                                                                                                | 71                                                                                                | 69                                                                                                | 65                                                                                                | 56                                                                                                | 60                                                                                                |
| Số giờ nắng trung bình tháng                                                                      | 169.4                                                                                             | 154.5                                                                                             | 181.7                                                                                             | 206.1                                                                                             | 226.1                                                                                             | 223.4                                                                                             | 225.0                                                                                             | 209.2                                                                                             | 155.3                                                                                             | 153.6                                                                                             | 155.3                                                                                             | 170.0                                                                                             | 2.229,6                                                                                           |
| Phần trăm nắng có thể                                                                             | 54                                                                                                | 50                                                                                                | 49                                                                                                | 52                                                                                                | 52                                                                                                | 52                                                                                                | 51                                                                                                | 51                                                                                                | 42                                                                                                | 44                                                                                                | 51                                                                                                | 56                                                                                                | 50                                                                                                |
| Nguồn: China Meteorological Administration                                                        |                                                                                                   |                                                                                                   |                                                                                                   |                                                                                                   |                                                                                                   |                                                                                                   |                                                                                                   |                                                                                                   |                                                                                                   |                                                                                                   |                                                                                                   |                                                                                                   |                                                                                                   |